# Félix Taymans
Georges Félix Jean Baptiste Taymans fue un deportista belga que compitió en remo. Ganó dos medallas de plata en el Campeonato Europeo de Remo, en los años 1920 y 1922.

## Palmarés internacional
| Campeonato Europeo | Campeonato Europeo | Campeonato Europeo | Campeonato Europeo |
| Año                | Lugar              | Medalla            | Prueba             |
| ------------------ | ------------------ | ------------------ | ------------------ |
| 1920               | Mâcon (Francia)    | Medalla de plata   | Ocho con timonel   |
| 1922               | Barcelona (España) | Medalla de plata   | Scull individual   |